# Естер Ельквіст
Рут «Естер» Елізабет Еллквіст (4 жовтня 1880 , Ausåsd  — 20 листопада 1918 , Веттерн ) — шведська художниця, модель і дружина Джона Бауера, художника та ілюстратора, випускниця Шведської королівської академії мистецтв. Загинула 1918 року разом зі своїм чоловіком і трирічним сином, на кораблі, який з ними та 21 іншим пасажиром на борту, затонув.

## Біографія

### Ранній життєпис
Естер Еллквіст народилася 4 жовтня 1880 року в Аусі, Сконе в родині вчителя Карла Крістерссона Еллквіста. Виросла в Стокгольмі. Еллквіст проявила себе як активістка та проявила себе у громадському житті міста.

### Навчання
Наприкінці 1890-х років Ельквіст навчалася в технічній школі (пізніше відомій як Konstfack) у Стокгольмі, щоб отримати навички, необхідні їй для прийняття в Шведську королівську академію мистецтв. У цьому закладі освіті навчалися також її брати Оскар і Ернст, які стали фотографами, а також сестра Герда, яка пізніше викладала рукоділля.
У 1900 році Естер Ельквіст почала навчання в Шведській королівській академії мистецтв. Академія почала приймати студенток у 1864 році, але існували ряд проблем, що не сприяли навчанню дівчат та жінок. Зокрема, студентки на мали права працювати з оголеними моделями. Під час навчання в академії Естер також відвідувала заняття в школі офортів А. Таллбергса.
Ельквіст була амбітною та перспективною студенткою на ранніх етапах модерністського мистецького руху і наприкінці періоду національного романтизму, який був представлений у роботах художників академії Карла Ларссона, Андерса Цорна, Бруно Лільєфорса та Річарда Берга. Ельквіст та її друзі були серед студентів академії, які організували протест проти консервативних поглядів викладачів школи, що призвело до створення впливової Konstnärsförbundet (Асоціації художників).
Естер Ельквіст закінчила Шведській королівській академії мистецтв у 1905 році.

### Шлюб
Вона познайомилася з Йоном Бауером в Академії мистецтв у 1900 році. У них були періоди розлуки, під час яких вони надсилали один одному листи, обмінюючись своїми найпотаємнішими бажаннями та турботами. Вона вийшла заміж за Бауера 18 грудня 1906 року. Спочатку їх стосунки були ніжними, а вони щасливими один з одним. Були часи, коли вони були нещасливі, частково тому, що мали різні прагнення. Ельквіст хотіла жити поблизу Стокгольма, а її чоловікові подобалося жити поблизу лісу. Вона позувала як модель для багатьох його робіт, як-от «Фея Принцеса», в якій вона виглядає невинною, чистою та недосяжною жінкою.
У 1908 році за фінансування батька Бауера вони протягом року подорожували південною Німеччиною та Італією, щоб вивчати мистецтво.
| \| \| \| \| \| \| \| \| \| \| \| \|                                                                                    |  |  |  |  |
| Зліва направо: - Казкова принцеса, 1904, етюд маслом - Фрея, 1905 р., етюд маслом - Естер у котеджі, 1907 р., акварель |  |  |  |  |
| |  |  |  |  |
| |  |  |  |  |

Ельквіст і Бауер мали сина Бенгта, якого вони назвали «Путте». Він народився 1915 року .
|                             |                             |                      |
| Естер Ельквіст та Йон Бауер | Естер Ельквіст та Йон Бауер | Естер та її син Путт |

У 1917 році їхній шлюб переживав кризу, бо їх кохання один до одного почало зменшуватися. Ельквіст по суті відмовилася від власних художніх прагнень заради ролі дружини.

### Смерть

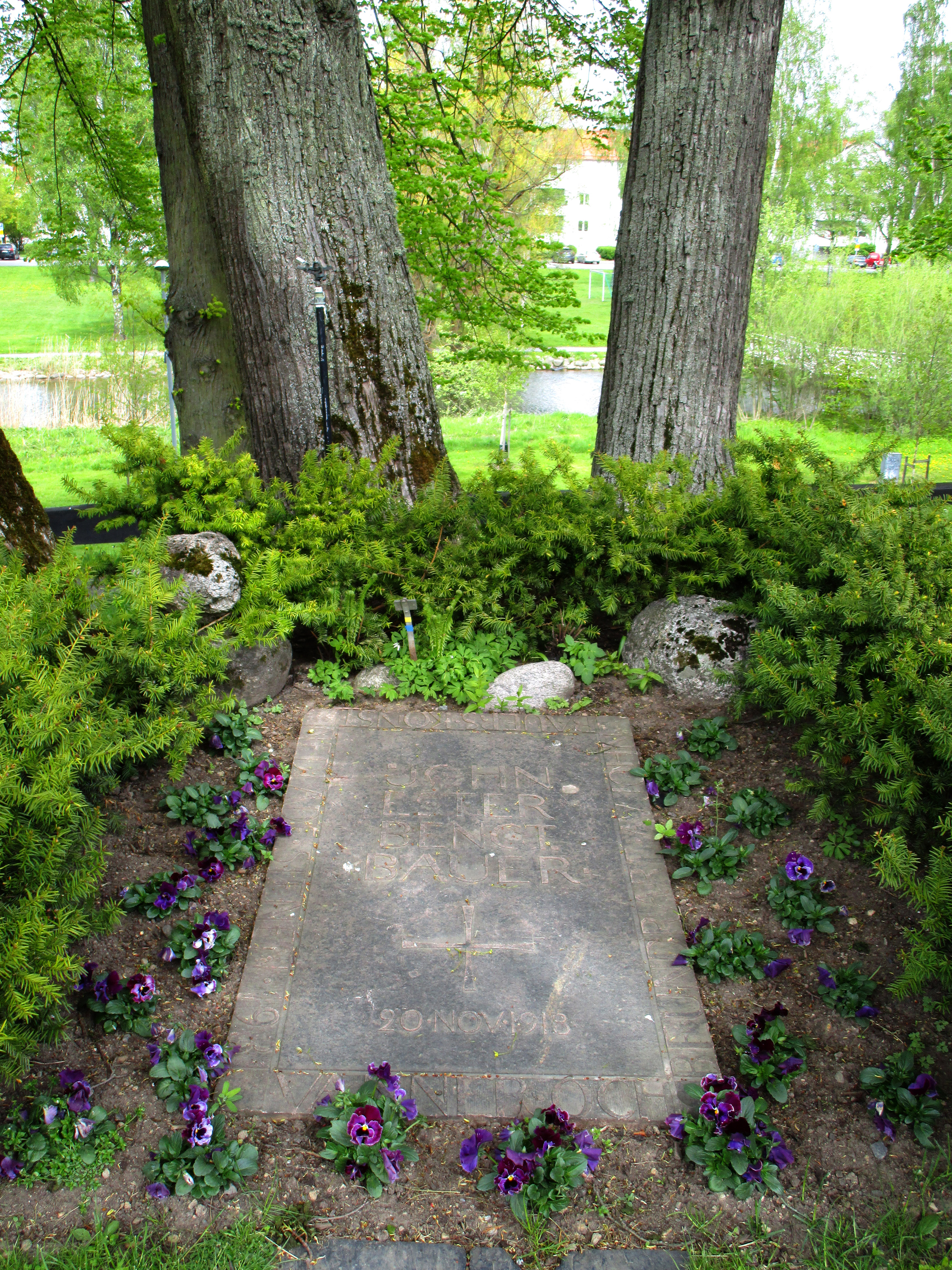
Могила Естер Ельквіст, Йона Бауера та їх сина Бенгта

Ельквіст, Бауер та їхній трирічний син загинули 20 листопада 1918 року, коли корабель SS Per Brahe, що плив до Стокгольма, затонув в озері Веттерн. У результаті катастрофи загинули всі 24 людини (8 пасажирів і 16 членів екіпажу), що перебували на борту. 18 серпня 1922 року подружжя Бауерів було поховано на кладовищі Остра в Єнчепінгу (квартал 04, ділянка № 06).

## Кар'єра
Її автопортрет є обкладинкою Bakom maskerna: det dolda budskapet hos kvinnliga 1880-talsförfattare (За масками: приховане повідомлення письменниці 1880-х років).
| \| \| \| \| \| \| \| \| |  |  |
| Зліва праворуч: - Porträtt av en ung kvinna med rysch (Портрет молодої жінки в рюшах) - Dubbelporträtt av Barn (Подвійний портрет дітей) |  |  |
| |  |  |
| |  |  |

## У масовій культурі
У 1986 році Sveriges Television зняв і транслював фільм Ester — om John Bauers hustru («Естер — про дружину Йона Бауера»). Естер зіграла Лена Т. Ханссон, а Йона — Пер Маттссон. Режисером картини стала Агнета Елерс-Джарлеман.